# Новосілки (Грубешівський повіт)
Новосілки (пол. Nowosiółki) — село в Польщі, у гміні Грубешів Грубешівського повіту Люблінського воєводства. Населення — 244 особи (2011).

## Історія
За даними етнографічної експедиції 1869—1870 років під керівництвом Павла Чубинського, у селі проживали греко-католики, які розмовляли українською мовою.
У серпні 1944 року місцеві мешканці безуспішно зверталися до голови уряду УРСР Микити Хрущова з проханням включити село до складу УРСР, звернення підписало 165 осіб.
Під час проведення операції «Вісла» в період 20-25 червня 1947 року з Новосілок, було вивезено на «землі відзискані» (Вармінсько-Мазурське воєводство, Західнопоморське воєводство) 10 українців, залишилося 480 людей польської національності.
У 1975—1998 роках село належало до Замойського воєводства.

## Населення
Демографічна структура станом на 31 березня 2011 року:
|          | Загалом | Допрацездатний вік | Працездатний вік | Постпрацездатний вік |
| -------- | ------- | ------------------ | ---------------- | -------------------- |
| Чоловіки | 123     | 27                 | 71               | 25                   |
| Жінки    | 121     | 24                 | 55               | 42                   |
| Разом    | 244     | 51                 | 126              | 67                   |